# Criel-sur-Mer
Criel-sur-Mer – miejscowość i gmina we Francji, w regionie Normandia, w departamencie Sekwana Nadmorska.
Według danych na rok 1990 gminę zamieszkiwały 2452 osoby, a gęstość zaludnienia wynosiła 116 osób/km² (wśród 1421 gmin Górnej Normandii Criel-sur-Mer plasuje się na 95. miejscu pod względem liczby ludności, natomiast pod względem powierzchni na miejscu 44.).